# Пророк Юсуф (телесериал)
«Проро́к Ю́суф» (перс. یوسف پیامبر‎) — иранский исторический телесериал авторства режиссёра и сценариста Фараджоллы Салахшура, транслировавшийся с 27 декабря 2008 года по 1 мая 2009 года на телеканале IRIB TV1. Повествует о жизни пророка Юсуфа (Иосиф), упомянутую в 12-й суре Корана.
Сценарий написал иранский сценарист Фараджолла Салахшур. Производство телесериала стартовало в июне 2005 года на 40 серий, но из-за отсутствия финансирования со стороны телекомпании производство телесериала было отложено, и через три месяца в городе Holy Defense Cinema Town начались подготовительные этапы телесериала. В телесериале снимались Мостафа Замани, Махмуд Пак Ният, Катаюн Рияхи, Джафар Дехган, Аббас Амири, Эльхьам Хамиди и Рахим Норузи.

## Сюжет

### 1 сезон: «Детство»
Ребёнком Юсуфу (Хосейн Джафари) приснился пророческий сон, который растолковал ему отец Якуб (Махмуд Пак Ният). Он предрёк сыну, что «Господь научит тебя толковать сны и одарит совершенной милостью тебя и род Якуба».
Трепетное отношение отца к Юсуфу вызывало ревность и ненависть у его старших сыновей от другой жены, и, сговорившись, они решили убить его, но в последний момент передумали и сбросили Юсуфа в колодец, чтобы проходящий мимо караван увёз его далеко от дома, а отцу сказали, что его растерзал волк. Мальчика вытащили караванщики, которые направлялись в Египет, где и продали его одному из вельмож фараона Потифара (Джафар Дехган) за ничтожную цену. Юсуф служил Потифару на протяжении лет, получив новое египетское имя «Юзарсиф». Когда Юсуф (Мостафа Замани) повзрослел, красота его стала сводить с ума знатных женщин города, в том числе Зулейху (Катаюн Рияхи), жену вельможи, в доме которого он жил. Отказавшись разделить с ней ложе, Юсуф вскоре по её наговору был заточён в темницу.

### 2 сезон: «Из темницы во дворец»
В темнице Юсуф стал призывать людей к единобожию и растолковал сны двум юношам — Инарусу (Амирхосейн Модаррес) и Апопису (Мохаммад Али Солейманташ), находившимся с ним в заточении, предсказав Инарусу — свободу, а Апопису — казнь.
Юсуф просидел в темнице несколько лет, пока однажды фараону Эхнатону (Рахим Норузи) не приснился сон, что семь тощих коров пожирают семерых тучных, а также семь зелёных колосьев, пожранных семью высохшими. Юсуф истолковал этот сон, предсказав семь лет обильных урожаев и семь лет голода. Объяснив, что нужно экономить запасы еды, Юсуф спас народ Египта от голода. Эхнатон оправдал его и доверил ему управление запасами и складами всей страны.

### 3 сезон: «Воссоединение»
Прошло много лет, и братья Юсуфа, гонимые нуждой и голодом, прибыли в Египет. Узнав братьев, но не сказав им об этом, Юсуф снабдил их провизией и отправил за младшим братом Биньямином (Зохейр Яри), пообещав дать ему его удел лично. По приезде Биньямина Юсуф хитростью оставил своего младшего и любимого брата при себе, а к отцу отправил вестника. Вскоре родители и братья Юсуфа, которые покаялись в содеянном, перебрались в Египет, и отец встретил сына после многих лет разлуки.

## В ролях
| Актёр                    | Роль           | Примечание                                       |
| ------------------------ | -------------- | ------------------------------------------------ |
| Махмуд Пак Ният          | Якуб           | пророк, отец Юсуфа, сын пророка Исхака           |
| Мостафа Замани           | Юсуф / Юзарсиф | пророк, сын Якуба                                |
| Катаюн Рияхи             | Зулейха        | жена Потифара                                    |
| Джафар Дехган            | Потифар        | вельможа Египта                                  |
| Аббас Амири              | Анхмаху        | главный жрец храма Амона                         |
| Джаханбахш Солтани       | Аменхотеп III  | фараон Египта                                    |
| Рахим Норузи             | Эхнатон        | фараон Египта, сын Аменхотепа III                |
| Махваш Сабркон           | Каримама       | служанка Зулейхи                                 |
| Эльхам Хамиди            | Асенат         | жена Юсуфа                                       |
| Парване Масуми           | Тия            | жена Аменхотепа III, мать Эхнатона               |
| Лейла Болукат            | Нефертити      | жена Эхнатона                                    |
| Амирхоссейн Модаррес     | Инарус         | виночерпий Аменхотепа                            |
| Мохаммад Али Солейманташ | Апупис         | хлебодар Аменхотепа                              |
| Реза Разави              | Хоремхеб       | полководец                                       |
| Али Талеблу              | Хунефер        | советник Потифара                                |
| Эсмаил Солтанян          | Кимони         | жрец храма Амона                                 |
| Эсрафил Аламдари         | Рудамон        | стражник во дворце Потифара                      |
| Реза Агараби             | Падьямон       | стражник храма Амона                             |
| Зохейр Яри               | Биньямин       | младший брат Юсуфа                               |
| Джавад Тахери            | Малик ибн Заар | торговец, советник Юсуфа                         |
| Ардалан Шоджа Каве       | Джибриль       | Ангел Откровения                                 |
| Сирус Кахури Нежад       | Мимисабу       | друг Юсуфа                                       |
| Али Ягубзаде             | Хуя            | хлебодар Потифара                                |
| Куруш Зареи              | Лави           | брат Юсуфа во взрослом возрасте                  |
| Шахед Пурсаттар          | Лави           | в молодости                                      |
| Хосейн Джафари           | Юсуф / Юзарсиф | Юсуф в молодости                                 |
| Давуд Шейх               | Яхуда          | брат Юсуфа во взрослом возрасте                  |
| Пуян Мокаддам            | Яхуда          | в молодости                                      |
| Марьям Бахши             | Рахиль         | жена Якуба, мать Юсуфа и Биньямина               |
| Фереште Сарабанди        | Лия            | жена Якуба в молодости, мать Яхуды и Лави        |
| Захра Саиди              | Фаика          | сестра Якуба                                     |
| Насрин Накиса            | Дина           | дочь Якуба                                       |
| Ала Мохсени              | Ниниферкебта   | заключённый                                      |
| Мохаммад Ахмади          | Шамун          | брат Юсуфа во взрослом возрасте, сын Якуба и Лии |
| Али Шамс Пуя             | Шамун          | в молодости                                      |
| Моджтаба Битарафан       | Суфар          | библиотекарь Потифара                            |
| Насер Форуг              | Хуфу           | жрец                                             |
| Али Бекаиян              | Апуки          | жрец                                             |
| Джамшид Сафари           | Фалих          | торговец, друг Малика                            |
| Судабе Алипур            | Бильха         | жена Якуба                                       |
| Митра Хаджеиян           | Зелфа          | жена Якуба                                       |
| Захра Мортазави          | Тиямени        | служанка Зулейхи                                 |
| Саиде Араб               | Лия            | жена Якуба во взрослом возрасте                  |
| Бита Самари              | Тама           | горничная Зулейхи                                |
| Мохаммад Пурсаттар       | Хидр           | пророк                                           |
| Парвиз Фаллахипур        | Кидамен        | начальник тюрьмы                                 |
| Сирус Аснаги             |                | стражник тюрьмы                                  |
| Манучехр Бехрудж         | Бинту          | заключённый                                      |
| Мохаммадтаги Рефги       |                | заключённый                                      |

## Трансляция
В эфир сериал «Пророк Юсуф» вышел летом 2008 года на «Первом канале», принадлежащем государственной телерадиокомпании «Голос Исламской Республики Иран». Телевизионный сериал транслировался каждую неделю в течение года. Впоследствии был показан другими каналами иранского телевидения. Также в кинотеатрах Ирана на основе сериала был показан фильм «Пророк Юсуф».
Телесериал был переведён на арабский, урду, турецкий, азербайджанский, малайский, боснийский, русский, чеченский, хинди, французский, испанский, английский языки. Рейтинг сериала в Иране составил 82,5%, что превысило рейтинг ранее самого популярного телесериала «Десятая ночь», который составлял 70%.

## Время действия
По библейской хронологии переселение семьи Якуба в Египет произошло в 1522 г. до н. э. (XVI век до н. э.) Однако в фильме показан фараон Египта Аменхотеп III, который по историческим данным правил в XIV веке до н. э. Таким образом, время действия фильма можно ориентировочно отнести к XVI, XV и XIV векам до н. э.